# Henri-François-Anne de Roussel
Henri-François-Anne de Roussel est un médecin et naturaliste français né à Saint-Bômer-les-Forges le 11 juillet 1748 et mort à Caen le 17 février 1812.

## Biographie
Reçu maître ès Arts à l'Université de Caen en 1767, il se rend quelque temps à Paris après l'obtention du doctorat. Il revient à Caen en juillet 1773, date à laquelle il devient titulaire d'une chaire. En 1775, il est membre associé du collège des médecins de Lyon après avoir rédigé en latin une dissertation répondant aux questions de cette assemblée portant sur les dartres. En 1776, il s'intéresse à la petite vérole, ses différentes formes et son traitement, en se fondant sur ses observations, devançant les travaux de Jenner. Le gouvernement lui confie la chaire de médecine et de botanique, puis celle de physique expérimentale et de chimie, enfin celle d'histoire naturelle . En 1778, il devient membre de l'Académie des sciences, arts et belles-lettres de Caen. De 1786 à 1789, il est directeur du Jardin des plantes de Caen, poste qu'il occupe à nouveau de 1801 à 1812. Professeur de médecine à l'université de Caen, Roussel est l'auteur de plusieurs ouvrages de médecine et de botanique. Son cousin, Jean-Henry Roussel de la Bérardière, est, à la même époque, professeur de droit dans la même université.

## Publications

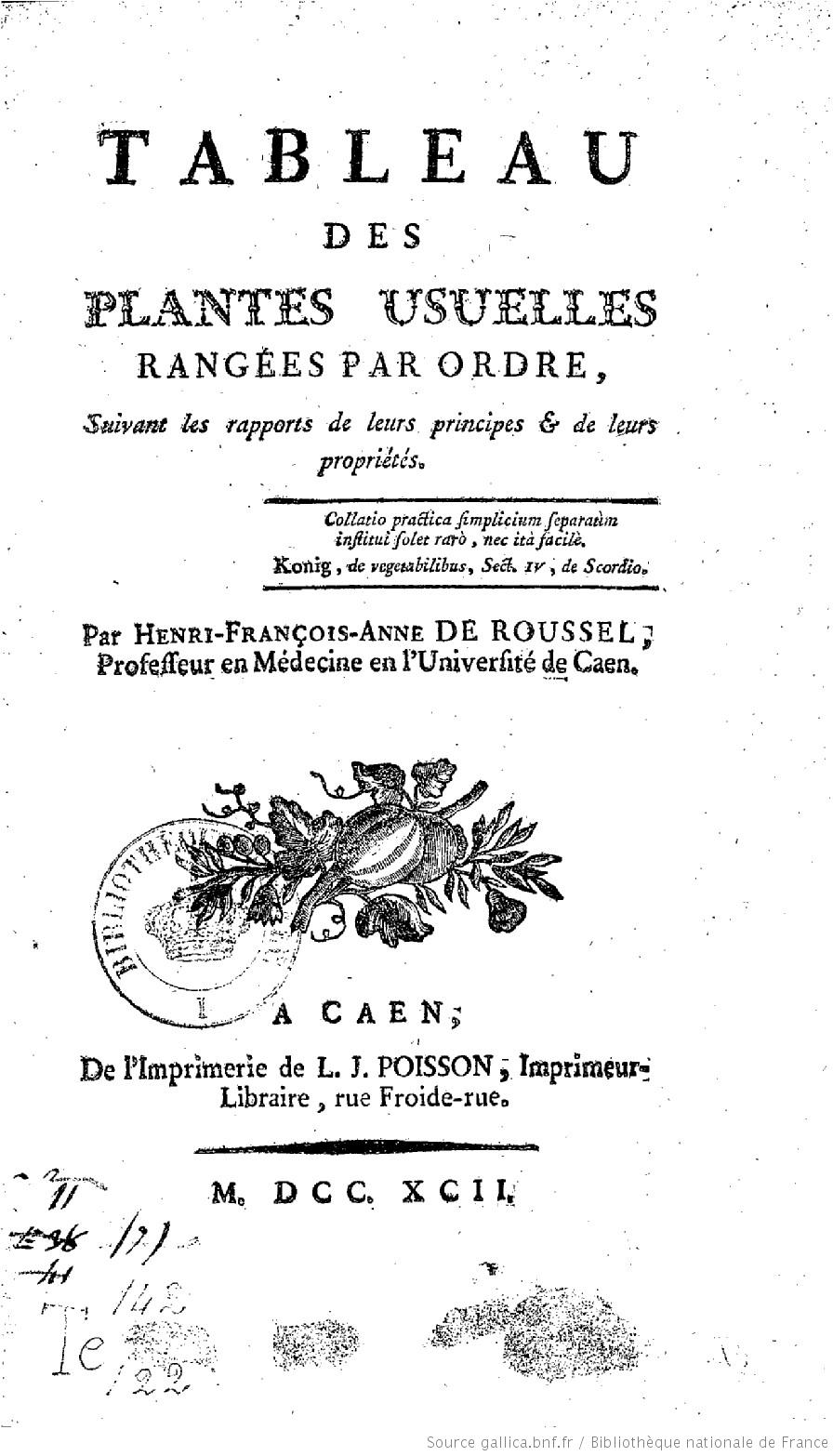

- (la) Questio medica ... An quo propius hypomoclio inseruntur musculi, eo majores ossium apophises musculares? [avec François Benjamin Félix Cabaret],[Cadomi, Apud Joannem-Claudium Pyron], 1775, 8 p.
- (la) Dissertatio de variis herpetum speciebus : Causis, symptomatibus, morbis ab herpetica lue oriundis, et remediis expugnandae cuilibet affectioni herpeticae idoneis, duplici praemio donata ab Ill. Med. Lugdun. Collegio subsequentes quaestiones annis 1773, 1775 tractandas moventi his verbis... "Quelles sont les différentes espèces de Dartres ? Quels en sont les différens principes ? A quels symptômes peut-on reconnoître le vice dartreux? Quelles sont les maladies qui en dépendent ? Comment combattre ces différens principes dans leurs differens états ?" Auctore H. F. A. de Roussel..., Cadomi, apud Joannem-Claudium Pyron, 1779.
- (fr) Recherches sur la petite vérole : sa marche, ses nuances, & les meilleurs moyens de la traiter ; avec des observations sur l'epidémie qui a régné dans Anfréville & les environs ... sur la nature de gas inflammables & détonnans, & les meilleurs moyens de prévenir leurs pernicieux effets, on d'y remédier ... & sur la dyssenterie epidémique qui a régné l'année 1779, dans la ville de Caen & ses environs, Caen, G. Le Roy, 1781.
- (fr) Tableau des plantes usuelles rangées par ordre : suivant les rapports de leurs principes et de leurs propriétés., Caen, L.J. Poisson, 1792.
- (fr) Thèses sur la matière médicale qui seront soutenues aux Écoles sous la présidence du Cit. : De Roussel., Caen, [1794].
- (fr) Élémens de chymie et de physique expérimentale : à l'usage des Écoles centrales du Calvados, Caen, Chez la veuve Poisson, Sixième Année Républicaine [i.e. 1798].
- (fr) Observations sur la nature de l'atrabile : et sur le traitement des maladies atrabilieuses : lues au Conseil de santé du Département du Calvados le 5 Ventôse an VIII, Caen, Impr. de la veuve Poisson, [1800].
- (fr) Rapport sur les productions du Conseil de santé du Département du Calvados, Caen, Chez F. Poisson, An XI [i.e. 1803].
- (fr) Observations sur les maladies qui resultent de la température des saisons de l'annee, Caen : F. Poisson, [1803].
- (fr) Flore du Calvados et des terreins adjacens : composée suivant la méthode de M. Jussieu, comparée avec celle de Tournefort et de Linné, Caen, Impr. de F. Poisson, 1806.
- (fr) Notice sur deux plantes à ajouter à la flore française [juncus multiflorus et vicia poliphylla (sic)], [S. l. : s. n.], [18..].